# 스베틀라나 쿠즈네초바
스베틀라나 알렉산드로브나 쿠즈네초바(러시아어: Светла́на Алекса́ндровна Кузнецо́ва (도움말·정보), 1985년 6월 27일 ~ )은 러시아의 여자 프로 테니스 선수이다. 2004년 US 오픈과 2009년 프랑스 오픈 여자 단식에서 우승했으며, 2005년 호주 오픈 여자 복식에서도 우승했다. 또한 2006년 프랑스 오픈과 2007년 US 오픈 여자 단식 준우승도 기록했다. 생애 최고 랭킹은 2007년 9월 기록한 세계 랭킹 2위이다.